# Chors Patera
La Chors Patera è una struttura geologica della superficie di Io.